# Leichtathletik-Weltmeisterschaften 2009/Teilnehmer (Thailand)
| Gelbes Symbol für Goldmedaillen mit stilisierten Olympischen Ringen | Graues Symbol für Silbermedaillen mit stilisierten Olympischen Ringen | Braundes Symbol für Bronzemedaillen mit stilisierten Olympischen Ringen |
| ------------------------------------------------------------------- | --------------------------------------------------------------------- | ----------------------------------------------------------------------- |
| —                                                                   | —                                                                     | —                                                                       |

Der thailändische Leichtathletik-Verband stellte neun Athleten bei den Leichtathletik-Weltmeisterschaften 2009 in Berlin.

## Ergebnisse

### Männer

#### Laufdisziplinen
| Athlet                                                                  | Disziplin | Vorlauf | Vorlauf | Halbfinale | Halbfinale | Finale             | Finale             |
| Athlet                                                                  | Disziplin | Zeit    | Platz   | Zeit       | Platz      | Zeit               | Platz              |
| ----------------------------------------------------------------------- | --------- | ------- | ------- | ---------- | ---------- | ------------------ | ------------------ |
| Apinan Sukaphai Wachara Sondee Suppachai Chimdee Sittichai Suwonprateep | 4 × 100 m | 39,73 s | 15      |            |            | nicht qualifiziert | nicht qualifiziert |

### Frauen

#### Laufdisziplinen
| Athletin                                                                | Disziplin | Vorlauf | Vorlauf | Halbfinale | Halbfinale | Finale             | Finale             |
| Athletin                                                                | Disziplin | Zeit    | Platz   | Zeit       | Platz      | Zeit               | Platz              |
| ----------------------------------------------------------------------- | --------- | ------- | ------- | ---------- | ---------- | ------------------ | ------------------ |
| Sangwan Jaksunin Orranut Klomdee Jutamass Tawoncharoen Jintara Seangdee | 4 × 100 m | 44,59 s | 15      |            |            | nicht qualifiziert | nicht qualifiziert |

#### Sprung/Wurf
| Athletin              | Disziplin  | Qualifikation | Qualifikation | Finale             | Finale             |
| Athletin              | Disziplin  | Weite/Höhe    | Platz         | Weite/Höhe         | Platz              |
| --------------------- | ---------- | ------------- | ------------- | ------------------ | ------------------ |
| Noengrothai Chaipetch | Hochsprung | 1,89 m SB     | 26            | nicht qualifiziert | nicht qualifiziert |